# 奥拉夫·凯姆斯
奥拉夫·尼尔森·凯姆斯（丹麥語：Olaf Nielsen Kjems，1880年5月31日—1952年4月11日），生于奧澤，丹麦男子竞技体操运动员。他曾代表丹麦获得1912年夏季奥运会体操比赛男子团体瑞典式银牌。